# Gora Samushkova
Gora Samushkova är ett berg i Antarktis. Det ligger i Östantarktis. Nya Zeeland gör anspråk på området.
Terrängen runt Gora Samushkova är huvudsakligen kuperad, men den allra närmaste omgivningen är platt. Havet är nära Gora Samushkova åt nordost.  Trakten är obefolkad. Det finns inga samhällen i närheten.